# 兵庫リレーカーニバル
兵庫リレーカーニバル（ひょうごリレーカーニバル）は兵庫陸上競技協会、神戸新聞社など主催で毎年4月下旬に行われる陸上競技大会である。
「日本グランプリシリーズ」の一つとして数えられる。兵庫県神戸市須磨区の神戸総合運動公園ユニバー記念競技場で開催される。
1952年に第1回大会が開催され、1984年までは王子陸上競技場で開催された。2020年は中止。2021年は制限付きで観客を入れての開催の予定だったが、4月25日に兵庫県に新型インフルエンザ等緊急事態宣言が発令されることに鑑み無観客での開催となった。
世界選手権大会やオリンピックの開催年には代表選考を兼ねる大会として重要な意味を持っている。そのため国内の有力選手も多数参戦してくるが、地元の高校生や中学生にも門戸を広げており、参加選手が非常に多い大会としても有名である。またサンテレビジョンが大会の模様を中継している。

## 競技種目
- 男子…800メートル走・10000メートル走・走高跳・棒高跳・砲丸投・円盤投・やり投
- 女子…800メートル走・1500メートル走・10000メートル走・走高跳・やり投

ハードル・4×100ｍリレー

## 当日の放送
- サンテレビジョン　正午から夕方6時55分まで延べ約7時間の完全生中継(2015年度)[1]
- スカイ・エー（スカパー!・ケーブルテレビ対応局）サンテレビで放送された内容を再編集し、後日録画中継する。